# Joe Hagerty
Joe Hagerty (Albuquerque, Nuevo México, 19 de abril de 1982) es un gimnasta artístico estadounidense, medallista olímpico de bronce en 2008 en el concurso por equipos.

## Carrera deportiva
En los JJ. OO. de Pekín 2008 gana el bronce en el concurso por equipos, tras China (oro) y Japón (plata), siendo sus compañeros: Raj Bhavsar, Alexander Artemev, Jonathan Horton, Justin Spring y Kai Wen Tan.